# Mordellaria humeralis
Mordellaria humeralis là một loài bọ cánh cứng trong họ Mordellidae. Loài này được Nomura miêu tả khoa học năm 1961.